# Schichtova vila
Schichtova vila je sídelní vila v Ústí nad Labem, v městské části Vaňov, která byla postavena v roce 1931 podle návrhu architekta Paula Brockardta v novobarokním slohu na adrese Čajkovského 1837/94A, pro zdejšího podnikatele a majitele továrny na zpracování tuků a výroby mýdla Heinricha Schichta. Svými rozměry i rozlohou původního pozemku se jednalo o jednu z největších vil ve městě. Objekt je od roku 2014 chráněn jako kulturní památka.

## Historie

### První republika
Výstavbu vily zadal okolo roku 1930 ústecký česko-německý továrník Heinrich Schicht jakožto zhotovení rodinného palácového sídla s v tehdejší Humboldtově ulici, v městské části Vaňov při levém břehu řeky, a výhledem na Labe i a hrad Střekov. Schichtův otec Johann Schicht vybudoval v Ústí nad Labem rozsáhlý podnik na zpracování tuků (pozdější Setuza) a patřil k jedněm z nejbohatších továrníků v českých zemích. Henrich se posléze stal dědicem firmy. Projekt vily vypracoval architekt Paul Brockardt (1882–1941) z Ústí nad Labem.
Kromě podnikání zdědil také rodinnou sbírku starožitností, kterou podstatně rozšířil, zejména o německou a nizozemskou malbu starých mistrů, a shromáždil ve vile. Dům obýval s manželkou Marthou Schicht, činnou v městských spolcích a rovněž dokumentaristku a cestovatelku, známou jako jednu ze dvou žen v prvorepublikovém Československu, které absolvovaly cestu kolem světa.

### Po roce 1945
Po konci druhé světové války a vyhlášení odsunu českých a sudetských Němců z Československa byla rodina Schichtova nucena odejít do Spolkové republiky Německo a budova, spolu se starožitnými sbírkami a velkou částí vybavení, roku 1945 zkonfiskována československým státem. Sbírka umění Schichtových byla později z větší části umístěna v depozitářích Národní galerie v Praze.
Během 2. poloviny 20. století byla budova využívána jako mj. administrativní budova a postupně chátrala. Po roce 2000 se dostala do majetku ústecké Univerzity Jana Evangelisty Purkyně, od které budovu roku 2021 zakoupil soukromý majitel za 16 milionů korun.

## Architektura stavby

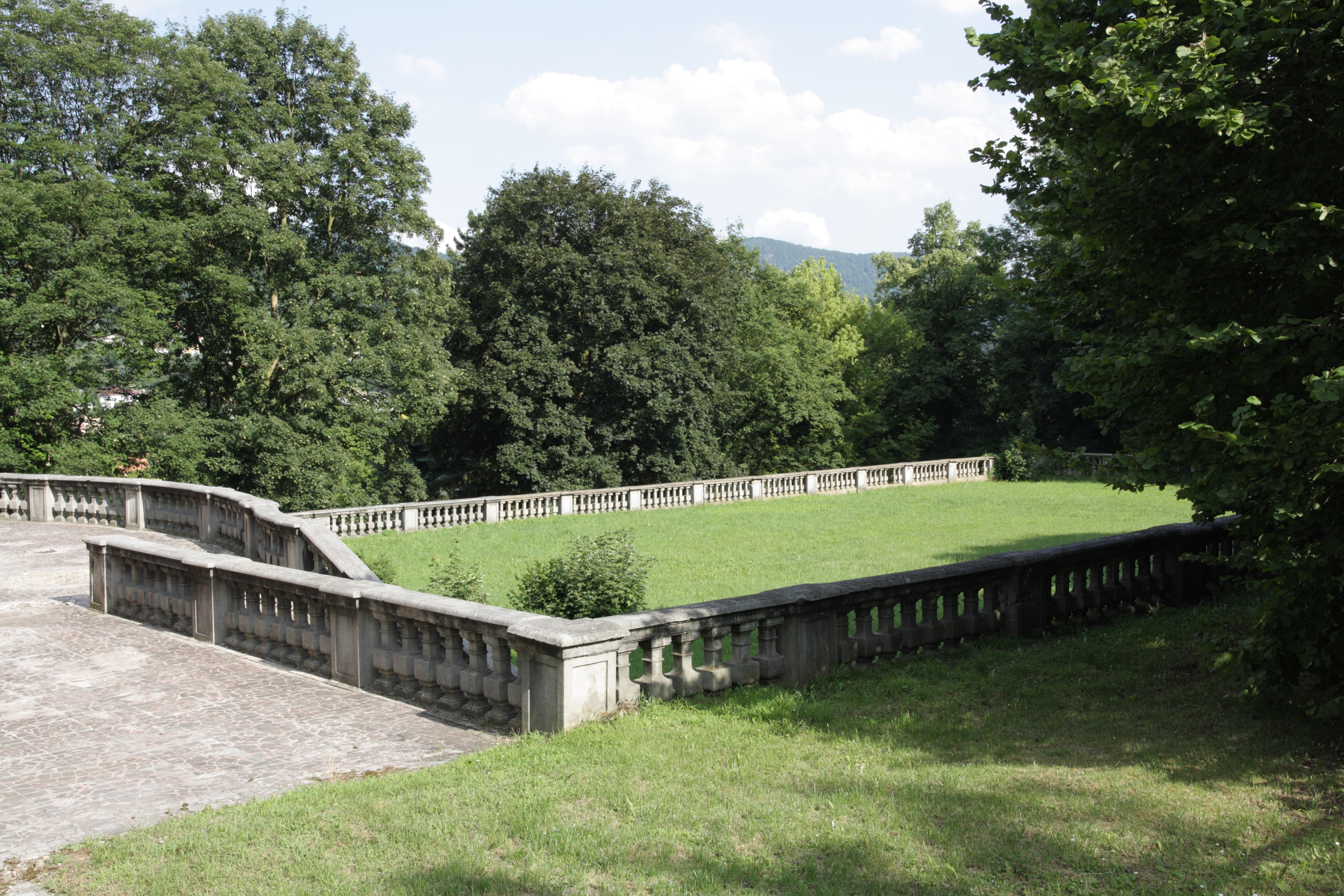
Centrální část zahrady vily

Vila je dvoupodlažní volně stojící budova se sedlovou střechou, částečně kompenzující svah k Labi při její východní straně. Stavbě dominuje symetrické čelo s terasou a rovněž souměrným dvojschodišněm pro vstup do zahrady. Architektonickými dispozicemi budovy s terasou i uspořádání zahrady připomíná stavební koncepci barokního zámku. Původně přilehlé pozemky byly po zestátnění objektu zmenšeny.